# Divisiones menores de América de Cali
Las Divisiones menores de América de Cali son los equipos sub-20 "A", sub-20 "B", Juvenil "A", Juvenil "B", Pre juvenil, Pre Juvenil "B", Infantil, Pre Infantil, y las Escuelas Filiales que representan al América de Cali, en los torneos nacionales y regionales de categorías inferiores. Se creó a principios de la década de 1950 y ha servido como plataforma al equipo para sustraer varios jugadores exitosos a lo lago de la historia. Entre sus logros más destacados están 5 títulos del extinto Torneo Nacional de Reservas, 2 de Primera C más un gran número de conquistas a nivel regional donde destacan las 5 Copas Telepacífico.  
Actualmente compiten con jugadores Sub-20 en la Super Copa Juvenil y Sub-17 en la Copa RCN, además de algunos certámenes de la Liga Vallecaucana de Fútbol.

## Historia
En 1949, cuando el profesor Edgar Mallarino después de regresar del Cono Sur en donde conoció la organización de las divisiones inferiores de los equipos argentinos a su regreso, trató de ponerla en práctica en la divisa escarlata logrando el éxito inmediato en los torneos departamentales.
En los años 1950, los jugadores juveniles que integraban las nóminas de América eran surgidos de las divisiones inferiores y extractados de los campeonatos aficionados de fútbol en la región del Valle del Cauca, en 1954 después de una profunda crisis económica que en los años anteriores obligaron al equipo a no tomar partida del Campeonato de 1953 América apuesta a jugadores de la región, los equipos aficionados y la selección Valle llegan entonces al equipo: Tomás Esquivel, Álvaro Florido, Raúl Sánchez, Jorge Villa, siendo estos los primeros jugadores juveniles que integraron el equipo profesional, esta estrategia poco adoptada en aquellos tiempos en el fútbol colombiano, fue utilizada por el América durante casi 4 años de crisis en la que la mayoría de equipos contrataban figuras del fútbol internacional y la institución no podía sufragar estos gastos, otros jugadores importantes de la época como Faustino Abadía, Giomar Rojas y Rodolfo Escobar surgieron de la selección Valle y fueron ídolos del equipo.
En los años 1960, la Dimayor le daría un gran impulso al fútbol amateur en Colombia confrontando a los clubes en torneos nacionales para darle fogueo a los futbolistas juveniles, fue también durante esta época que el equipo rojo empezó a sustraer muchísimos talentos del equipo B y cosechar títulos, en 1963 surgen Braulio Bolaños, Luis Largacha, Mario Moreno, Tulio Paz que serían grandes figuras del Rojo y otros equipos en esta década; al año siguiente hace su primera aparición uno de los delanteros más talentosos que ha dado la cantera Harvey Colonia que en su primer año en el profesionalismo marca 22 goles y repite la gesta al año siguiente.
La primera vez que la reserva participó en un campeonato nacional fue en el marco del Torneo Especial de 1966, donde se confrontó a los equipos de reserva con los principales clubes aficionados del país; los Diablos Rojos fueron campeones del certamen, este equipo catapultó al profesionalismo figuras de talla como Hernán Cerquera, Jairo Mosquera, Carlos Julio “Diablito” Morales, Carlos Arturo Riascos y Gilberto Cuero. En el año de 1967 logró el bicampeonato ganando el Torneo Juvenil Dimayor, teniendo como grandes protagonistas a Víctor Campaz y Reinaldo Ceballos.
En la década de 1970, aparecen varios jugadores que serían figuras en el primer equipo y algunos de ellos estarían en la nómina que ganó el primer título escarlata; en 1970 surgen Juan Manuel Cabezas y Harold Palomino, en 1971 hacen su estreno Wulfrand Cervantes, Héctor "Paciencia" Escobar, Alberto Jiménez, Pedro José López, Luis Eduardo Reyes (Quien sería gran referente y capitán durante muchos años además de nunca jugar en otro equipo profesional), otros jugadores destacados en la década fueron Argemiro López, Wilson Américo "Niño" Quiñones, Alberto Cortés, Luis Alegría Valencia, Rafael Angulo, Gabriel Chaparro, Vismark Sánchez, Héctor Fabio Sarmiento, Wulfrand Cervantes y Heberto Quiñónez.
En los primeros 5 años de la década de 1980, hacen estreno en la profesional jugadores muy importantes tanto para el América como la Selección Colombia; Víctor Espinoza, Humberto “Beto” Sierra, Henry Olave, Ever Zapata, Alex Escobar y Gonzalo Soto todos ellos promocionados por el maestro Edgar Mallarino y Humberto El Tucho Ortiz, además en 1981 se consigue un nuevo título de la categoría en el denominado Campeonato Bavaria.
En el lustro comprendido entre 1984 a 1989, el plantel B es apodado, los pitufos esto debido en gran parte a que el doctor Ochoa puso a jugar en el Campeonato Profesional talentosos jugadores juveniles que podìan reemplazar con lujo de detalles a grandes figuras (Falcioni, Cabañas, Bataglia Gareca, etc.) cuando estos se encontraban disputando Copa Libertadores los más destacados jugadores fueron José Romeiro Hurtado, Fernando Bonilla, Winston Girón, Ceferino Peña, Albeiro Usuriaga, Álvaro Aponte, Luis Guillermo "Teacher" Berrío, David Gruesso, Miguel Ángel «Niche» Guerrero, Luis Carlos Lugo, James "Guama" Cardona, Orlando "El Ponny" Maturana, Martín Peluffo, Humberto Polanco, Héctor Fabio Polo y uno de los delanteros colombianos de gran figuración internacional José Cruz Cruz.
El 14 de mayo de 1990, bajo la presidencia de Juan José Bellini, se hizo la presentación ante el periodismo caleño el nuevo programa de divisiones menores que incluía la creación de nuevas categorías infantiles desde ese momento se fomentó la formación de deportistas desde una corta edad.
En 1991, y con la apertura de torneos de ascenso la Dimayor hizo posible la participación de los equipos de reservas en la Primera C América destacó en el torneo durante toda la década de 1990 logrando 2 títulos el de 1996 y 1998, se destaca el equipo de América juvenil del 1992. Y ya en 2002 reaparece el torneo de reservas logrando América los títulos de 2003 y 2004.
Durante los años 1990, debutaron una gran cantidad de jugadores en Primera: Wilmer Ortegón, Diego Fernando Gómez, Franky Oviedo, Leonardo Fabio Moreno, James Angulo, Jersson González, Foad Maziri, Arley Dinas, Héctor Hurtado, Hernando "Cocho" Patiño, Jairo Fernando "Tigre" Castillo, William Zapata, Juan Miguel Vidal; en 1996 el equipo de gana de manera impecable el campeonato de Primera C con Willington Ortiz en el banquillo y repite el logro en 1998 ahora con Jaime de La Pava en la dirección técnica; cuando este mismo técnico coge las riendas del primer equipo en 1998 promociona una gran cantidad de jugadores juveniles que lograron varios títulos para el club Copa Merconorte 1999 y el tricampeonato nacional en 2000, 2001 y Apertura 2002, los más destacados valores de esta promoción fueron Jesús Brahaman Sinisterra, John Jairo Quiñones, John Tierradentro, Pablo Navarro, Jhon Viáfara, Sandro Zuluaga, Diego Bonilla, Óscar Villarreal, Alex Del Castillo, Fabián Vargas, Róbinson Zapata, Leonardo Santamaría, Luis Omar Valencia, el bogotano Kilian Virviescas, Jaime Bedoya, Rubén Darío Bustos, David Ferreira, Rubiel Quintana, Néstor "Palmira" Salazar, Mauricio Romero Sellarés, Nondier Romero.
En 2004, llega a la dirección técnica del primer equipo Alberto Suárez quien se desempañaba como entrenador de las divisiones inferiores. La difícil situación económica no permite la contratación de grandes figuras y se estructura el equipo con base a elementos de la reserva que había ganado los títulos de 2003 y de 2004; es así como llegan al primer equipo paulatinamente desde 2003 hasta la actualidad jugadores como Julián Viáfara, Andrés González Ramírez, Edier Londoño, Brayan Angulo, Sergio Herrera, Mauricio Mendoza, José Alcides Moreno, Carlos Saa, Carlos Preciado, Paulo César Arango, Carlos Enrique Valdés, Gian Carlos Dueñas, Harrison Otálvaro, Yovanny Arrechea, Cristian Nazarit, Adrián Ramos, Humberto Osorio Botello, Pablo Armero, Javier Reina, Pedro Tavima y Juan Camilo Angulo.
Entre las temporadas 2009 y 2010, debutaron con algún éxito en el América Luis Carabalí, Julián Carabalí Julio César Ortiz (Sobrino de Willington Ortiz), David Holguín, Duván Zapata, Avilés Hurtado y William Zapata Brand.
Desde 2005, el club participa de los torneos oficiales de la Liga Vallecaucana de fútbol especialmente en la Copa Telepacífico (anteriormente conocida como Copa El País), la cual ganó en las ediciones de 2006, 2007, 2009, 2011 y 2017. Desde 2009, participa en el Campeonato Colombiano Juvenil y a partir del 2010 en el Campeonato Sub-17. Actualmente la reserva provee de jugadores al equipo profesional para disputar los partidos de Copa Colombia.   
En 2006 el América de Cali hizo un convenio con la Escuela Pedro Sellares para representar a los diablos rojos en torneos juveniles a nivel regional y nacional, sin embargo en 2008 debido a la pésima situación económica América acabó con las divisiones menores conservando solo las categorías Primera C (Reserva Profesional) y Juveniles en convenio con la Escuela Pedro Sellares participando bajo ese nombre en los torneos nacionales Juvenil y Prejuvenil además de la Copa Telepacífico.
Actualmente ante la reestructuración del América, se ha logrado recuperar parte de las inferiores teniendo jugadores propios de la Corporación y participando bajo su propio nombre en algunos certámenes de la Liga Vallecaucana y el Torneo Sub-19. La nueva administración del equipo rojo del Valle del Cauca realizó convocatorias en marzo de 2012 conformando 4 equipos en las categorías Sub-20 Y Prejuveniles buscando con esto estructurar el nuevo proyecto de la cantera roja

## Datos del equipo
- Temporadas en 2.ª: 13 (todas las ediciones)
- Temporadas en 3.ª: 13 (1992-2005)
- Participación en Juvenil: 14 (2009-2020;2022-act.)
- Participación en Prejuvenil: 4(2010-11;2013-14)
- Mejor puesto en 2.ª: 1.º (5 veces)
- Mejor puesto en 3.ª: 1.º (2 veces)
- Debut en 2.ª: 1966
- Debut en 3.ª: 1992
- Mayor Goleada a Favor:
  - En Juvenil: 3 de agosto de 2015, América "A" 12-0 Norte del Valle[16]
  - En Prejuvenil: América 6-0 Oros del Pacífico
- Mayor Goleada en Contra:
  - En Juvenil: 24 de junio de 2015, Deportivo Cali 6-2 América "B"
  - En Prejuvenil: Fútbol Paz 5-2 América

## Trayectoria

### Campeonato Juvenil
| Temporada | Categoría             | Fase              | Posición                       | Notas                                            |
| --------- | --------------------- | ----------------- | ------------------------------ | ------------------------------------------------ |
| 2009      | Torneo Sub-18         | Regional          | 3.er puesto                    | Participó como América Pedro Sellares            |
| 2010      | Torneo Sub-19         | Regional          | 6.º puesto                     | Participó como América Pedro Sellares            |
| 2011      | Torneo Sub-20         | Regional          | 6.º puesto                     | Última participación como América Pedro Sellares |
| 2012      | Torneo Sub-19         | Regional          | 4.º puesto                     |                                                  |
| 2013      | Torneo Sub-20         | Regional          | 4.º puesto                     |                                                  |
| 2014      | Torneo Sub-19         | Regional          | 8.º puesto                     |                                                  |
| 2015      | Torneo Sub-20         | Regional          | 3.er puesto (A) 8.º puesto (B) | Participa con 2 equipos                          |
| 2016      | Torneo Sub-19         | Nacional Regional | Semifinal (A) 6.º puesto (B)   | Participa con 2 equipos                          |
| 2017      | Torneo Sub-20         | II Fase           | 5.º puesto (A) 7.º puesto (B)  | Participa con 2 equipos                          |
| 2018      | Supercopa Juvenil FCF | Nacional          | 1/8 de final (A) III Fase (B)  | Participa con 2 equipos                          |
| 2019      | Supercopa Juvenil FCF | Nacional          | 1/8 de final (A)               | Participa con un equipo en el Torneo Sub-20 A    |

### Campeonato Prejuvenil
| Temporada | Categoría     | Fase         | Posición | Notas                                            |
| --------- | ------------- | ------------ | -------- | ------------------------------------------------ |
| 2010      | Torneo Sub-17 | 1/4 de final | 5.º      | Participó como América Pedro Sellares            |
| 2011      | Torneo Sub-17 | Regional     | 5.º      | Última participación como América Pedro Sellares |
| 2012      | Torneo Sub-17 |              |          | No participó                                     |
| 2013      | Torneo Sub-17 | Regional     | 4.º      |                                                  |
| 2014      | Torneo Sub-17 | Regional     | 7.º      |                                                  |
| 2015      | Torneo Sub-17 |              |          | No participó                                     |

## Entrenadores desde 1980
- 1979 - 1989: Humberto Ortiz Echavarría
- 1990 - 1991: Gerardo González Aquino
- 1992 - 1993: Diego Edison Umaña
- 1994: Pedro Sarmiento
- 1995 - 1997: Willington Ortiz
- 1997 - 1998: Jaime de La Pava
- 1998 - 2002: Fernando Velasco
- 2002 - 2003: Alberto Suárez
- 2004 - 2007: Willy Rodríguez
- 2008 - 2009: Juan Carlos Grueso
- 2010: James Cardona
- 2010 - 2011: Juan Carlos Grueso
- 2012 - 2013: Wilson Piedrahíta
- 2014 - 2015: Salvador Suay
- 2015: Oscar Eduardo Sandoval
- 2016: John Tierradentro
- 2017 - 2022: Carlos Asprilla
- 2022 - 2024: Samy Stroh
- 2024 - Act.: Daniel Mejía

## Palmarés

### Equipo de Reserva

#### Torneos nacionales oficiales (7)
| Competición nacional              | Títulos                        | Subcampeonatos |
| --------------------------------- | ------------------------------ | -------------- |
| Torneo Nacional de Reservas (5/1) | 1966, 1967-I, 1981, 2003, 2004 | 2002           |
| Primera C (2/2)                   | 1996 y 1998                    | 1993 y 1997    |

#### Torneos regionales oficiales (10)
| Competición Regional                | Títulos                      | Subcampeonatos |
| ----------------------------------- | ---------------------------- | -------------- |
| Zonal Regional de Primera C (4/1)   | 1984, 1992, 1996, 1998       | 1997           |
| Tercera División Vallecaucana (5/0) | 2006, 2007, 2009, 2011, 2017 |                |
| Copa Carlos Sarmiento (1/0)         | 2005                         |                |

### Equipo Juvenil

#### Torneos nacionales oficiales (3)
| Competición Nacional                           | Títulos | Subcampeonatos |
| ---------------------------------------------- | ------- | -------------- |
| Nacional Interclubes Difutbol Sub-17 (1/1)     | 1991    | 2017           |
| Nacional Interclubes Difutbol Sub-17 "B" (1/0) | 2022    |                |
| Liga Pony Fútbol Sub-12 (1/0)                  | 2018    |                |

#### Torneos internacionales (7)
| Competición Internacional                                  | Títulos    | Subcampeonatos   |
| ---------------------------------------------------------- | ---------- | ---------------- |
| Copa La Esperanza Sub-20 (Valle del Cauca) (2/2)           | 1992, 1997 | 1994, 1997       |
| Torneo de Las Américas Sub-19 (Valle del Cauca) (1/1)      | 2023       | 2017             |
| Copa Cornelio Herrera (Perú) (1/0)                         | 1997       |                  |
| Torneo de Las Américas Sub-17 (Costa Atlántica/Cali) (2/4) | 2002, 2008 | 2004, 2006, 2011 |
| Mundialito de Fútbol Infantil de Caracas (Venezuela) (1/0) | 2004       |                  |

#### Torneos amistosos (5)
| Competición Internacional                     | Títulos | Subcampeonatos |
| --------------------------------------------- | ------- | -------------- |
| Trofeo LDC Lomas de Sargentillo (1/0)         | 2005    |                |
| Trofeo Club de Los Caballeros (Florida) (1/0) | 2013    |                |
| Trofeo "Jamundí 477 años" (1/0)               | 2013    |                |
| 101.er Aniversario de (Puerto Asís) (1/0)     | 2013    |                |
| Copa Bon Bon Bum (1/0)                        | 2016    |                |

## Anexos
| Competiciones nacionales                                                           | Competiciones internacionales                                      | Anexos                                                                         | Datos                                                                 |
| ---------------------------------------------------------------------------------- | ------------------------------------------------------------------ | ------------------------------------------------------------------------------ | --------------------------------------------------------------------- |
| - Campeonato Juvenil - Categoría Primera A - Copa Colombia - Superliga de Colombia | - Copa Libertadores Sub-20 - Copa Libertadores - Copa Sudamericana | - Presidentes - Entrenadores - Uniforme - Divisiones menores - Equipo Femenino | - Estadísticas - América en Copa Libertadores - Datos internacionales |